# Luděk Fiala
Luděk Fiala (* 13. ledna 1956 Přerov) je český lékař, vysokoškolský pedagog, spisovatel, diplomat a bývalý politik, po sametové revoluci československý poslanec Sněmovny národů Federálního shromáždění za Občanskou demokratickou stranu.

## Biografie
Ve volbách roku 1992 byl zvolen za ODS, respektive za koalici ODS-KDS, do české části Sněmovny národů (volební obvod Jihomoravský kraj). Ve Federálním shromáždění setrval do zániku Československa v prosinci 1992.
Původní profesí je lékařem, působí jako gynekolog, sexuolog a androlog. Po maturitě pracoval jako dělník, pak vystudoval lékařskou fakultu Univerzity Jana Evangelisty Purkyně v Brně. Pracoval na gynekologicko-porodnickém oddělení v OÚNZ v Gottwaldově. Později působil jako gynekolog v angolské porodnici Augusto N´gangula v Luandě , poté jako diplomat. O svých zážitcích v diplomatických službách vydal roku 2003 knihu Lehce vychýlená zeměkoule, aneb Počítání poledníků a je autorem dalších cestopisných knih, například Safari po afrických a asijských městech (nakladatelství Mladá fronta). Napsal také několik cestovních průvodců doplněných autorskými fotografiemi pro nakladatelství freytag & berndt, jako např.Korfu a Jónské ostrovy, Mallorka, Tenerife, Egypt, Rhodos. Publikoval i knihy pro děti, například kniha Netopýr Písk a hraboš Hryzálek s ilustracemi Edity Plickové  byla upravena i do rozhlasové podoby, Doma žijí zvířata (obě knihy vydalo nakladatelství Orbis) a navazující kniha příběhů o zvířatech Všude žijí zvířata, s ilustracemi Marie Tiché,  kniha inspirovaná návštěvami afrického kontinentu nazvaná Pohádky z Afriky je doprovázena znovu ilustracemi Edity Plickové. Pro nejmenší čtenáře vyšly ve dvou vydáních básničky v knize Dobrou chuť, zvířátka, ilustrací se opět ujala Marie Tichá. V různých sbornících publikoval rovněž povídky pro dospělé – např. Stopy blesku, Kabinet smíchu - almanach, Století lásky a nenávisti aj. Nejznámější samostatnou knihou povídek jsou Porcelánové hodiny, které mají převážně autobiografický charakter. Několik let pracoval jako externí autor a současně moderátor pro Český rozhlas 2 Praha v nedělním pořadu Dobré jitro.
V komunálních volbách roku 1998 byl zvolen do zastupitelstva hlavního města Prahy za ODS. Profesně byl uváděn jako ředitel Diplomatického servisu.
Od počátku 21. století podnikal, především se ale věnuje medicíně – v oborech gynekologie, sexuologie a andrologie. Více než 10 let působil jako revizní lékař v oboru gynekologie a porodnictví ve Zdravotní pojišťovně ministerstva vnitra ČR. Vykonává gynekologickou praxi v ordinaci soukromé gynekologicko-porodnické kliniky na Praze 8. Od roku 2015 pracuje jako sexuolog a gynekolog v Sexuologickém ústavu 1. LF UK a VFN v Praze, a jako docent na 1. LF UK v Praze, kde v roce 2019 absolvoval doktorské studium v oboru lékařská psychologie a psychopatologie a získal titul Ph.D. Od roku 2016 pracoval také jako odborný asistent, nyní jako docent na LF UK Plzeň,  kde přednáší psychologii, etiku a sexuologii, je školitelem pro doktorský studijní program v oboru neurologie a psychiatrie, kde je členem komise pro státní doktorandskou zkoušku a obhajobu disertační práce a garantem akreditovaného oboru sexuologie. Dále je členem Oborové rady neurologie, psychiatrie a duševní zdraví, na LF UK Plzeň. Věnuje se výzkumu vlivu psychogenních traumat, stresu, úzkosti, deprese a disociace na ženské a mužské sexuální poruchy a deviace.  Současně působí jako zástupce přednosty Psychiatrické kliniky pro výchovnou a vědeckou činnost a na Psychiatrické klinice FN Plzeň také jako sexuolog.  V červnu 2022 na LF UK Plzeň habilitoval s vědeckou prací Endometrióza jako ženská sexuální dysfunkce v oboru gynekologie a porodnictví a získal titul docent. Přednáší v IPVZ (Institut postgraduálního vzdělávání ve zdravotnictví) na katedře sexuologie pro postgraduální studium lékařů v atestačním oboru sexuologie.  Dříve přednášel anatomii na 3. LF UK. V letech 2015 – 2016 absolvoval studium v CEMI – Central European Management Institute v oboru Management zdravotnictví a získal titul MBA.  Působí jako soudní znalec v oboru sexuologie.  Pravidelně přednáší na odborných seminářích nebo kongresech. Odborné názory a zkušenosti publikuje v zahraničních časopisech, například v Andrologia - First International Journal of Andrology (IF 2,77),  působí jako recenzent v časopisech Activitas Nervosa Superior amerického nakladatelství Springer,  Journal of Sexual Medicine (IF 3,8) nakladatelství Nature,  ve vydavatelství Dovepress, patřící do skupiny Taylor & Francis, v jejich prestižních časopisech Journal of Inflammation Research (IF 6,92) nebo International Journal of General Medicine (IF 2,46)  v časopise Journal of Endometriosis and Pelvic Pain Disorders  nebo pro nakladatelství IMR Press (Innovative Medical Research) v časopise Journal of Integrative Neuroscience (IF 2,117). V České republice publikuje v týdeníku Zdravotnické noviny, v časopisech Česká gynekologie,Gynekolog, kde je členem redakční rady, ve Zdravotnictví a medicína, Postgraduální medicína a dalších. Je autorem více než 75 populárních, odborných a vědeckých všeobecných, gynekologických a sexuologických článků a publikací, psaných anglicky nebo česky,  známé jsou například jeho desetidílné Dějiny porodnictví. V roce 2014 vydal v nakladatelství Mladá fronta jako spoluautor odbornou publikaci Moderní postupy v gynekologii a porodnictví, v roce 2018 se úspěšná kniha Moderní postupy v gynekologii a porodnictví dočkala dalšího doplněného a přepracovaného vydání. V roce 2019 vydal jako autor se spolupracovníky ze Sexuologického ústavu v nakladatelství Mladá fronta odbornou publikaci Moderní postupy v sexuologii. Kniha získala cenu Josefa Hynieho za nejlepší sexuologickou publikaci roku 2019. V roce 2021 vydal v nakladatelství Grada jako jeden z editorů s kolektivem spoluautorů první českou monografii o endometrióze Endometrióza. V roce 2024 vydal se spoluautorkou v nakladatelství Mladá fronta odbornou publikaci o lidské a především genderové identitě Jsem holka? Jsem kluk? Hledání vlastní identity. V roce 2025 vydal v nakladatelství Mladá fronta populárně-naučnou knihu  Odhalená intimita - Historky z českých ložnic, sexuologických ordinací a věznic.  Členství v odborných společnostech – Česká lékařská komora,  ČLS JEP, Česká gynekologická a porodnická společnost,Česká sexuologická společnost a Mezinárodní společnost pro sexuální medicínu.